# Antonio Romoleroux
Antonio Romoleroux (Quito, 1968) pintor, grabador, escultor y dibujante ecuatoriano. Ha incursionado en el abstraccionismo, el figurativismo y el realismo psicológico o sociológico, este último de su creación. Se le reconoce como inventor de técnicas como la pintura al óleo sobre papel intagliado, y la fundición de papel hecho a mano de fibras de abacá –de fabricación propia- con cobre grabado al aguafuerte y aguatinta y soldado con suelda de plata en grandes formatos, base de su obra abstraccionista que equilibra pintura, escultura y grabado en metal. Ganador del Premio Único de Pintura Mariano Aguilera 1995, entre otros.
La obra de Romoleroux ha sido descrita como el resultado de procesos de resignificación de lo complejo y nomadismo estético, en cuanto transita desde la escultura hacia las técnicas mencionadas y abarca en su contenido inicialmente indefensión y tormento humanos (miedo, ira, intolerancia), y progresivamente la naturaleza, la identidad colectiva y la necesidad subjetiva de significar el mundo; estos contenidos integran el mito, la noción circular del tiempo y la memoria ancestral, experiencias de resiliencia humana, e inclusive el testimonio de las propias modelos en sus obras.
Se le considera como un “artista inquieto por multiplicar estas fusiones semióticas de extremos de lo humano”, con sintaxis propia, que usa la investigación para su sustento conceptual.  Su trabajo se ha descrito como una metáfora de la relación entre el conocimiento y la creación artística, la racionalidad y la espiritualidad, y entre lo individual y lo colectivo. Los críticos concuerdan  en que su obra no cabe en una clasificación conocida, razón por la cual se considera que Romoleroux ocupa una posición destacada en la plástica ecuatoriana.

## Biografía
Antonio Romoleroux  empezó a dibujar y pintar a la edad de 7 años; inició su carrera artística desde muy joven, con 17 años, en el Colegio de Artes de la Universidad Central del Ecuador; a los 19 años obtuvo mención de honor en el XLV Concurso Nacional de Grabado del Municipio de Quito en 1987, por un grabado en aguafuerte. Este reconocimiento fue el motivo para ser convocado a trabajar en el taller del maestro Oswaldo Guayasamín, en donde investigó las técnicas de grabado durante dos años. Allí desarrolló técnicas de aguafuerte, aguatinta, barniz blando, punta seca, serigrafía, y litografía en piedra y en zinc, al mismo tiempo que consolidó su propio método de investigación y de creación técnicas de pintura y escultura.
En 1989 realizó su primera exposición individual de pintura, con la serie “Identidades sistémicas”, en la cual desarrolla el concepto de realismo psicológico (llamado sociológico por Rodríguez Castelo), que sienta las bases de la búsqueda por el sentido del dolor humano y los caminos de liberación del mismo que se observa junto con el tema de lo femenino en toda su obra.

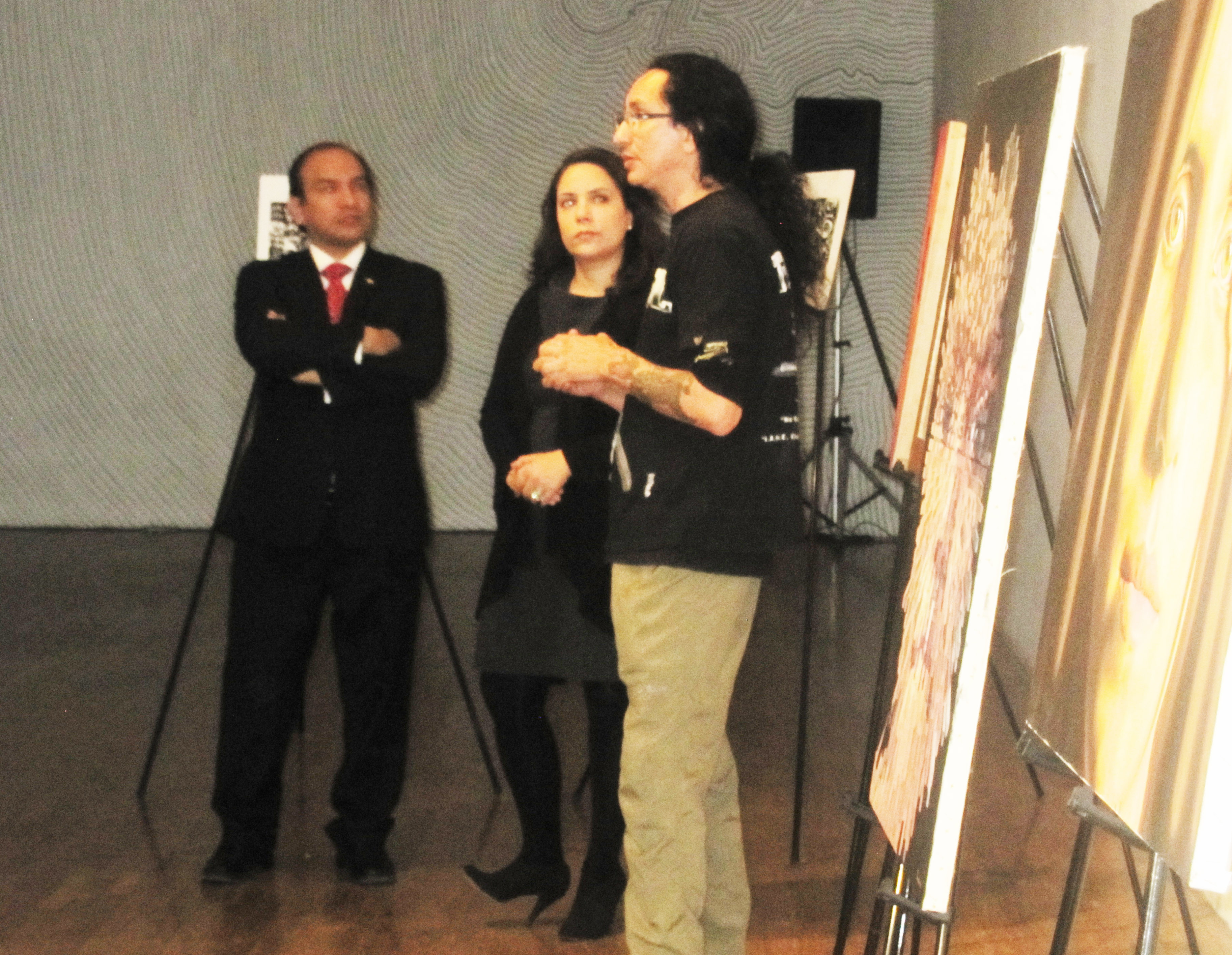
Antonio Romoleroux con el cónsul de Ecuador en Nueva York y María Eugenia Avilés Zevallos, cónsul de Ecuador en Queens, en su exposición individual en Museo de Arte de Queens, NY, 2010.

En 1987 obtuvo mención de honor y en 1988 el segundo premio en el concurso nacional de grabado del municipio de Quito; en 1991, en ese mismo certamen, obtuvo nuevamente mención de honor por su serigrafía “En el lugar donde uno encuentra a Dios”. En el concurso nacional de grabado de la Casa de la Cultura Ecuatoriana “Benjamín Carrión”, en 1990, obtuvo la mención de honor con su obra “Letrina's”. 
En 1991 obtiene el primer premio en pintura otorgado por la Subsecretaría de Cultura, la Dirección Nacional de la Juventud  y el Ministerio de Bienestar Social, por el óleo “El Placer”. En este mismo año, nace su hijo Iaco (Yaku) y dos años más tarde, su hija Chaquira.
Ha trabajado la escultura en mármol y desarrolló una técnica de pintura al óleo sobre papel intagliado. Realizó investigaciones con papel hecho a mano y creó la técnica de fundición de papel hecho a mano de fibras de abacá con cobre grabado al aguafuerte y aguatinta y soldado con suelda de plata en grandes formatos (algunas obras miden 6x2 metros). Con esa técnica  produjo la obra abstracta “Natem” bajo el concepto de inversión del sentido de la fragilidad femenina (papel-oriente) y la fuerza masculina (metal-occidente) en donde es el papel el que contiene y sostiene la pieza de cobre, misma en la que están grabados signos ceremoniales de animales sagrados de los pueblos ancestrales de la amazonía ecuatoriana, la cual recibió en 1995, el primer premio en pintura Mariano Aguilera.
En 1996 consigue la mención de honor en la V Bienal Internacional de Pintura de Cuenca, con la obra “No te rindas” obra de papel hecho a mano y cobre grabado en un formato de 200x200 cm.
Romoleroux fue seminarista en talleres de serigrafía patrocinado por la embajada británica en 1994, impartió clases de artes plásticas en lenguaje de señas a niños hipoacúsicos en la Fundación Cultural Edgar Palacios en 2001. 
En 2010, realizó una gira de su obra en Chile y de Estados Unidos, y tres años después, producto de la propia experiencia personal, inicia una búsqueda de testimonios de resiliencia, concepto con el que sustenta su nueva obra, y plasma sus hallazgos en la serie “El Yo Consciente”.
Romoleroux se desempeñó como curador en las exposiciones: 2014, "Cuerpografías" de Carolina Salamea en Cafélibro; 2016, "La ciudad y el yo" de Irene Cazar en Galería Sara Palacios, Nayón; 2017, "3plus2, tres fotógrafos y dos escultoras alemanes" en la Asociación Humboldt, y "Sobre puestos" de Tracy Caldwell en Pentasiete Galería; y, 2019, "Bifurcaciones" de Xavier Medina en la Asociación Humboldt. Ha realizado también charlas, conversatorios y conferencias relacionadas con su obra, y acerca de resiliencia y arte.
Desde 1994 se desempeña como docente de dibujo, pintura y gestión de proyectos artísticos, hasta la actualidad. 
Antonio Romoleroux creó el Centro Internacional de Resiliencia, con la finalidad de brindar atención psicológica gratuita, por profesionales de la salud mental a personas que no pueden pagar un tratamiento. 
En 2025 se constituyó la Fundación Antonio Romoleroux, mediante ACUERDO Nro. MCYP-MCYP-2025-0152-A del Ministerio de Cultura y Patrimonio del Ecuador. 

## Carrera artística
Estudió el arte del grabado en metal, litografía en piedra y en zinc y serigrafía en los talleres GrafiK, Estampería Quiteña, y Fundación Guayasamín. Su carrera tomo fuerza con la publicación de sus dibujos en la revista “La Liebre Ilustrada” y con su primera participación en una exposición colectiva de grabado en la galería “San Sebastián” en Quito.
Ha realizado 41 exposiciones individuales y 200 exposiciones colectivas en varios países de Latinoamérica, Norteamérica, Europa, Asia y África; entre las más importantes exhibiciones están: “Antología” en el Centro Cultural PUCE de Quito; DassBewusste Ich, Embajada de Ecuador en Berlín; "Amazonía y Spondylus" en el Queens Art Museum de Nueva York.
Sus obras están expuestas en museos y galerías de varios países, entre las que se encuentran: Diners Club, Museo del Banco Central del Ecuador y Centro de Arte Contemporáneo en Quito, Instituto Cultural Providencia de Chile, Ojo Latino e Imago Mundi, ambas muestras itinerantes en Italia y África, de Luciano Benetton, Kumstraum Artescena en Alemania, Gloucestershire printmaking co-operative en el Reino Unido, y Fundación Art Nexus de Estados Unidos.
Su obra “Natem”, ganadora del Premio Mariano Aguilera en 1995, fue catalogada como Patrimonio Cultural del Ecuador. Participó en el Primer Salón Pan-amazónico de Artes en Manaos, con la obra “La Naturaleza y el Yo”, un óleo sobre intaglio en el cual recibió mención de honor. En 2013 expuso “Hijas de Lilith” en la Galería Sara Palacios, sobre los derechos de las mujeres. Con este mismo enfoque, en 2014 exhibió “I love myself” en la galería Kumstraum artescena, en Leipzig, Alemania; y en 2015, “El Yo consciente” en la embajada del Ecuador en Berlín, así como en la Asociación Humboldt en Quito, y publicó un libro con el mismo nombre, sobre retratos visuales y testimoniales de personas resilientes.
En 2018, expuso su serie de desnudos “El mensaje de las modelos a la humanidad” que plasma, por primera vez en el arte visual occidental, el pensamiento y sentimiento de las modelos de arte quienes se convierten en las portavoces de los seres silenciados. En su obra se ha reconocido un compromiso por los derechos humanos y la resiliencia, también ha participado en subastas benéficas en favor de diversas causas (protección de organizaciones culturales, de una reserva geobotánica, a los damnificados del terremoto del año 2016 en Manabí, de niñas víctimas de abandono y abuso sexual, y en favor de la lucha contra la COVID 19.
La obra de Romoleroux ha sido objeto de estudio de la crítica y recogida en el Nuevo Diccionario Crítico de Artistas Plásticos del Ecuador, de Hernán Rodríguez Castelo. Los académicos y críticos Inés M. Flores, Hernán Pacurucu y Mónica Vorbeck han documentado el desarrollo y trayectoria de su trabajo. En diciembre de 2020, recibió la Condecoración Dr. Vicente Rocafuerte al mérito artístico de la Asamblea Nacional del Ecuador.

### Síntesis de su obra
Gran parte de su obra ha sido expuesta en 41 exposiciones individuales e incluida en 200 colectivas alrededor del mundo. La obra mayor del artista se divide en series, algunas de las cuales inician su producción en la última década del siglo XX.

#### Serie “Identidades sistémicas” 1987 - 1989

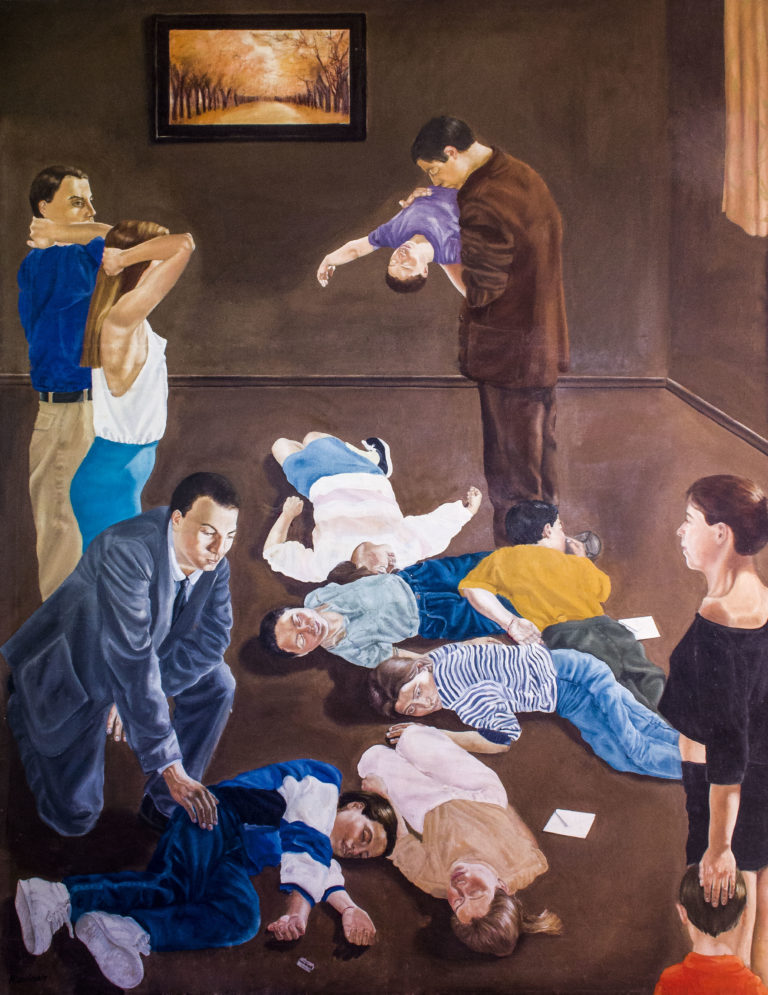
Foto obra: Depresión, óleo sobre tela, 180 x 140 cm. 1990 by Antonio Romoleroux is licensed under a Creative Commons Reconocimiento-CompartirIgual 4.0 Internacional License.

Dibujos, pinturas y grabados que muestran un amplio espectro emocional de lo humano, en el que aparecen retratadas la depresión, la angustia, la impotencia, la intolerancia, la ira y el miedo. Esta obra es la primera etapa de creación del artista, cuyo contenido psicológico muestra fenómenos que se discutirían más de veinte años después en el contexto de su país natal. Con esta obra realizó su primera exposición individual, a los 21 años. La pintura titulada "Depresión" fue cuestionada por exponer el fenómeno del suicidio infantil.
Entre las obras premiadas en esta serie destaca “Letrina’s”, una serigrafía que denuncia la corrupción en la sociedad.

#### Serie “Amazonía Espiritual” 1993 – hasta la fecha
Esta serie introduce su técnica de óleo sobre intaglio; la obra que la integra ha sido resaltada por la calidad en la ejecución técnica, su concepto que evoca la memoria ancestral del Ecuador, y su mensaje que se ha descrito como universal.

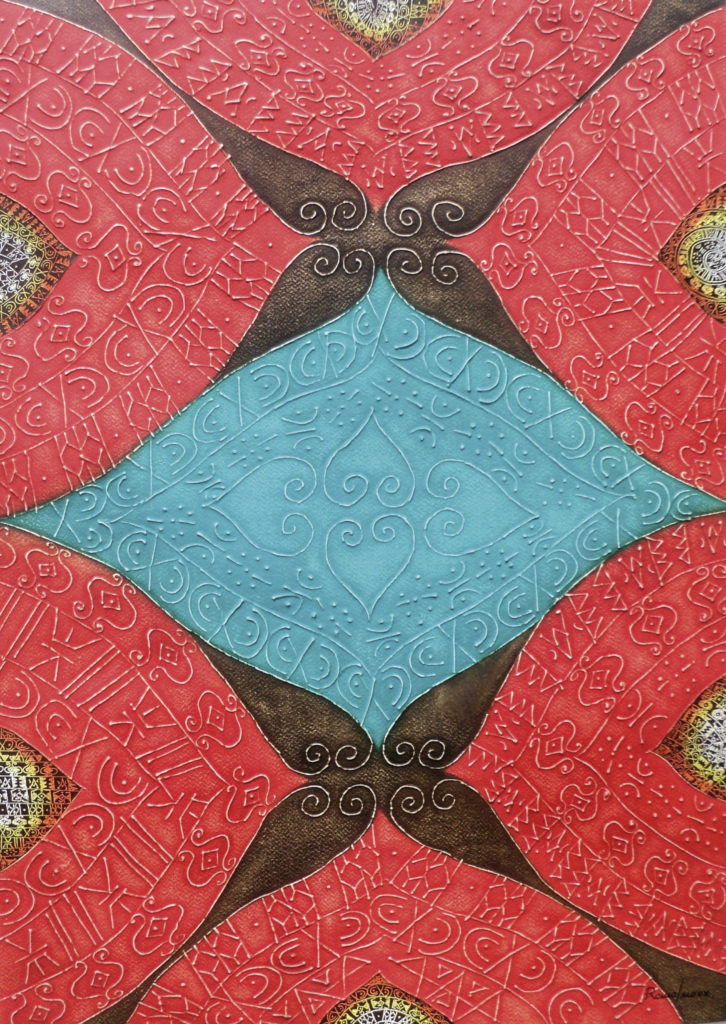
Foto obra: la naturaleza y el yo, serie Amazonía Espiritual, óleo, 70×50 cm. by Antonio Romoleroux is licensed under a Creative Commons Reconocimiento-CompartirIgual 4.0 Internacional License.

Las obras que integran esta serie combinan escultura en mármol, pintura y grabado. Su concepto se basa en la semiótica amazónica: los signos grabados en el metal se inspiran en la estilizada pictografía facial de pueblos ancestrales de la Amazonía y representan diferentes animales considerados sagrados para los pueblos Siona y Secoya, tales como el jaguar, la anaconda y la rana. La obra de esta serie "La naturaleza y el Yo" obtuvo mención de honor en el Primer Salón Pan-Amazónico.
La crítica ha encontrado que, en un primer momento, el proceso creativo para esta serie se guiaba por el azar y lo espontáneo, de manera empírica y con elementos decorativos que aparentan dirigirse a públicos masivos. Esta afirmación contrasta con la evocación de la memoria, lo espiritual y los vestigios del origen del proceso de la capacidad de creación humana que otra parte de la crítica encuentra en esta obra.
En el año 2020, la nueva obra de esta serie ha retomado los signos amazónicos desde una técnica que combina dibujo a mano, fotografía, pintura digital e impresión en papel de algodón en mediano formato. La obra  "Soberanía Amazónica" integra la colección permanente del Museo Fantapia M. en República de Korea. 

#### Serie “Piel de selva” 1996 - 2012

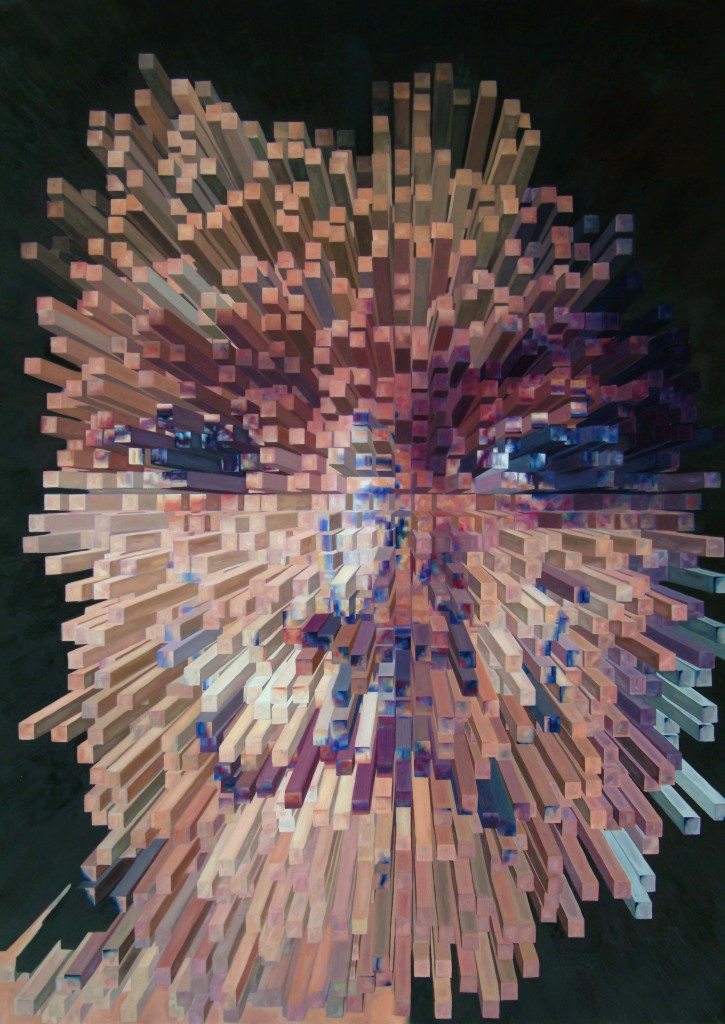
Foto obra: Niño huaorani cubista, serie Piel de selva, óleo sobre tela, 95 x 70 cm. by Antonio Romoleroux is licensed under a Creative Commons Reconocimiento-CompartirIgual 4.0 Internacional License.

Varios retratos naturalistas realizados en dibujo y pintura, en pequeño, mediano y gran formato. Su contenido versa sobre la selva amazónica y sus protagonistas son sus habitantes propios o personajes dedicados a su protección y defensa frente a la deforestación y depredación.
El concepto de la serie se sustenta en "traer la selva a la ciudad y no llevar la ciudad a la selva, en el contexto del arte contemporáneo".

#### Serie  “Mi esencia en tus sentidos” 1993 – hasta la fecha
La complejidad y factura en esta serie (a la cual pertenece “Natem”, su obra ganadora del Premio Mariano Aguilera 1995) constituyen objeto de la crítica en el ámbito ecuatoriano. Adicionalmente a la obra premiada, se menciona “Mujeres del alma”, en la cual se describe la fabricación del soporte y la ejecución de las imágenes de corte neoexpresionista; otra obra de esta serie, "Agua", ha sido expuesta en Europa y África, como parte de la colección Ojo Latino de Luciano Benetton

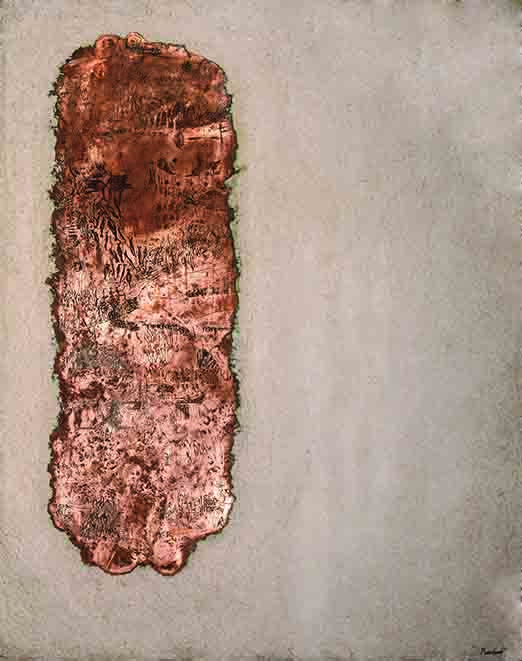
Foto obra: Natem, serie Mi Esencia en tus Sentidos, papel de abacá y cobre grabado, 200×150 cm. Premio Mariano Aguilera 1995 by Antonio Romoleroux is licensed under a Creative Commons Reconocimiento-CompartirIgual 4.0 Internacional License.

Las piezas de toda la serie están materializadas en papel elaborado a mano con fibras de abacá y fundido con cobre grabado. Los signos en el metal simbolizan la sabiduría, armonía y salud que el artista percibe como esencia de la naturaleza. Por su parte, el cobre está representando a la ciudad industrial y al estrés de sus ritmos. Al decir del propio artista, si bien el papel simboliza la fragilidad, y el metal, la fuerza, es el papel el que sostiene y contiene al metal, con lo que quiere representar que las fragilidades pueden convertirse en fortalezas. En cuanto a la semiótica grabada en el cobre, es el resultado de la estilización de los signos ceremoniales utilizados por diversas culturas amazónicas todavía en la actualidad. El papel representa a Asia Oriental, el metal a Occidente y los signos a América del Sur. En la evolución de esta serie, se pueden encontrar otros materiales fundidos en el papel, además del cobre: conchas spondylus e inclusive cristales de cuarzo.
Inés M. Flores anota que en el trabajo de esta serie se encuentra

una relación con lo metafórico y con lo alegórico; no a manera de relato, sino como datos fragmentarios pero coherentes, que nos ofrecen pistas para la reflexión sobre existencias que para el espectador resultan exóticas. Los signos y símbolos que utiliza… quizás dicen cosas que más allá del ambiente al que pertenecen ni siquiera es posible imaginar… el signo no llega aquí a la representación real de sus contenidos pero se articula con las tradiciones de las etnias que los utilizan
Inés M. Flores, La obra de Antonio Romoleroux

#### Serie “El Yo consciente” 2013 - 2015
Descrita como interdisciplinaria, la obra dentro de esta serie consiste en retratos visuales y testimoniales de personas resilientes de diferentes generaciones, estratos socioeconómicos y entornos culturales que relatan sus procesos de resiliencia, concepto que era prácticamente desconocido en el país de origen del artista. 
Los testimonios complementan a los retratos fotográficos, con la descripción de las adversidades que vivieron los protagonistas, cómo las superaron y de qué modo se fortalecieron a través de ellas. Ecuador, Chile y Estados Unidos son los países recorridos para elaborar esta serie.

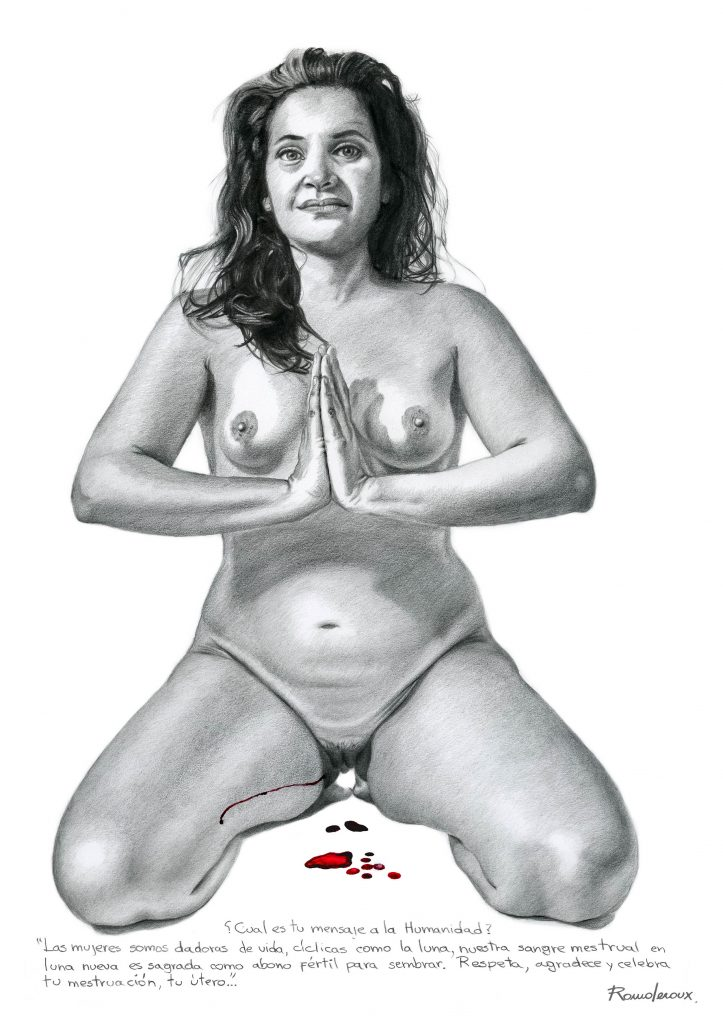
Foto obra: Luna, serie El mensaje de las modelos, grafito, 42x30 com by Antonio Romoleroux is licensed under a Creative Commons Reconocimiento-CompartirIgual 4.0 Internacional License.

#### Serie “El mensaje de las modelos a la Humanidad” 2016 - 2021
Esta obra, testimonial igual que la anterior, se propone como espacio para que las propias modelos expresen su esencia, respondiendo a la pregunta “¿cuál es tu mensaje a la humanidad?”. 
Cada obra plasma el pensamiento y sentimiento de las mujeres retratadas: su respuesta a la pregunta es escrita debajo y alrededor de los dibujos, simbolizando la consciencia de las modelos. 
El concepto de la serie es modificar la realidad del arte occidental, para el cual únicamente el cuerpo y el rostro de las modelos han sido objeto de estudio, desde la perspectiva anatómica.

## Libros publicados
- Romoleroux, A. (2007), Antonio Romoleroux, Quito: s.e.[44]
- Romoleroux, A. (2014). El Yo Consciente. Quito: s.e.
- Romoleroux, A. (2018). Antonio Romoleroux antológico. Quito: s.e.[45]

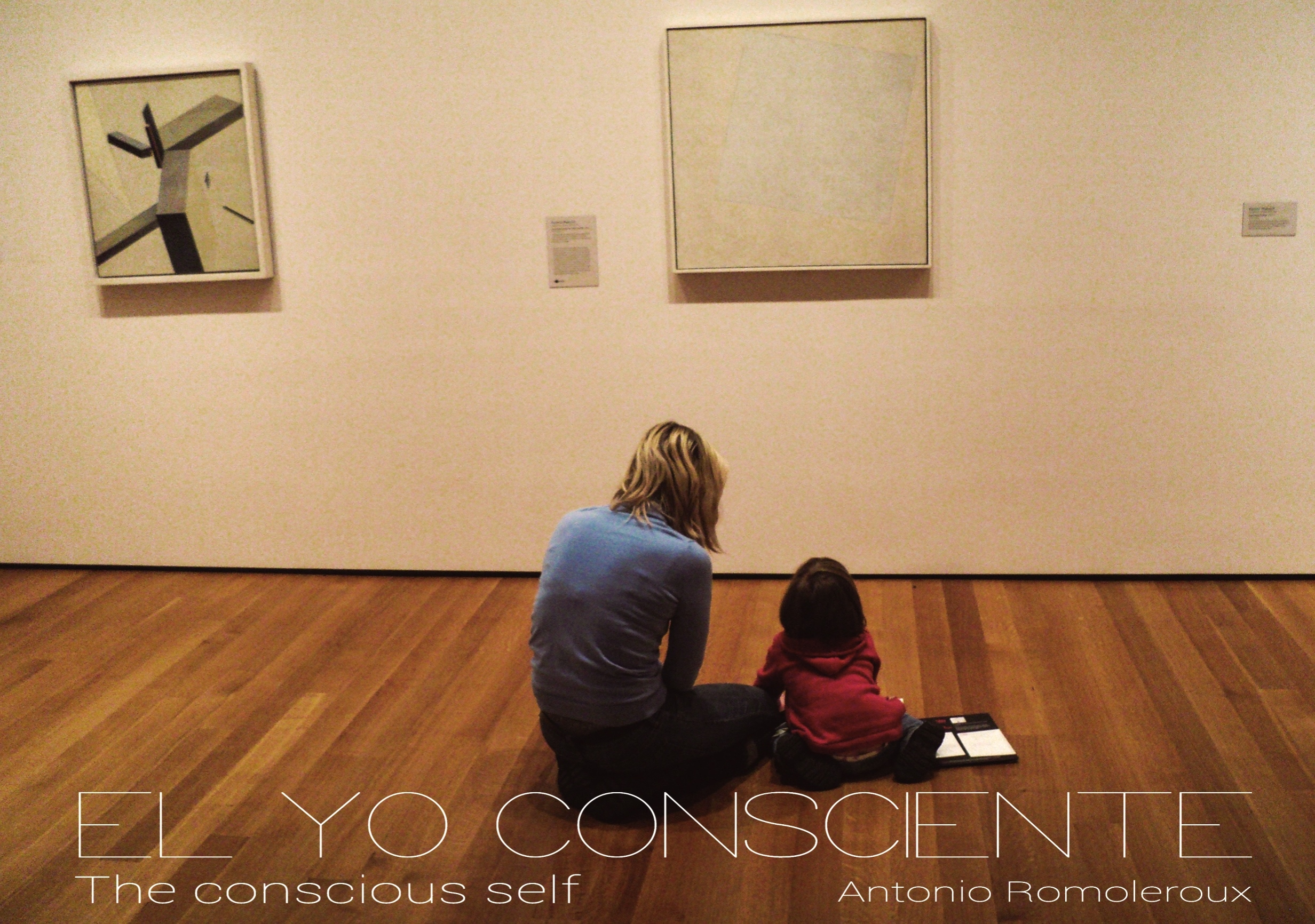
Foto: Portada del libro El Yo Consciente, 2013.

## Reconocimientos
Durante su trayectoria profesional ha recibido los siguientes premios y reconocimientos: 
|  |  | Premios y reconocimientos |  |  | Obra                                                          | Año                 |
|  |  | --- |  |  | ------------------------------------------------------------- | ------------------- |
|  |  | Primer Lugar, Concurso Internacional de Arte, Fundación Talentila , Hisar, India Premio a la Carrera, Asociación Cultural Narda Martínez Pittrice, Varese, Italia Validación de la Trayectoria, Universidad de las Artes, Guayaquil, Ecuador Reconocimiento a la Trayectoria, Galería Kingman, Quito, Ecuador Reconocimiento a la trayectoria artística, Instituto de Altos Estudios Nacionales, IAEN, la Universidad de Posgrados del Estado, Ecuador. |  |  | Despierta ADN Trayectoria Trayectoria Trayectoria Trayectoria | 2024 2023 2022 2022 |
|  |  | Reconocimiento a la trayectoria artística, Consulado del Ecuador en Los Ángeles, Estados Unidos. |  |  | Trayectoria                                                   | 2021                |
|  |  | Reconocimiento a la trayectoria artística, Centro Cultural Metropolitano, Quito, Ecuador. |  |  | Trayectoria                                                   | 2021                |
|  |  | Condecoración Dr. Vicente Rocafuerte al Mérito Cultural, Asamblea Nacional del Ecuador Ecuador |  |  | Trayectoria                                                   | 2020                |
|  |  | Aval de la Casa de la Cultura Ecuatoriana “Benjamín Carrión”, Quito, Ecuador |  |  | Trayectoria                                                   | 2020                |
|  |  | Reconocimiento a la trayectoria artística, Ministerio de Cultura y Patrimonio del Ecuador |  |  | Trayectoria                                                   | 2019                |
|  |  | Reconocimiento a la trayectoria artística Fundación Guayasamín, Quito, Ecuador |  |  | Trayectoria                                                   | 2018                |
|  |  | Reconocimiento a la trayectoria artística Centro Cultural de la Pontificia Universidad Católica del Ecuador. |  |  | Trayectoria                                                   | 2018                |
|  |  | Reconocimiento a la trayectoria artística Artescena, Kunstraum, Leipzig, Alemania |  |  | Trayectoria                                                   | 2018                |
|  |  | Reconocimiento a la trayectoria artística Asociación Humboldt, Quito, Ecuador |  |  | Trayectoria                                                   | 2018                |
|  |  | Reconocimiento a la trayectoria artística Galería Sara Palacios, Nayón - Quito |  |  | Trayectoria                                                   | 2018                |
|  |  | Reconocimiento a la trayectoria artística Fundación Fidal, Quito, Ecuador |  |  | Trayectoria                                                   | 2018                |
|  |  | Mención de Honor Primer Salón Pan-amazónico de Artes Manaos, Brasil |  |  | La naturaleza y el Yo                                         | 2016                |
|  |  | Beca fomento a la creatividad del Ministerio de Cultura y Patrimonio, Ecuador |  |  | Libro "Antonio Romoleroux"                                    | 2008                |
|  |  | Mención de honor, V Bienal Internacional de Pintura Cuenca, Ecuador |  |  | No te rindas                                                  | 1996                |
|  |  | Primer premio en Pintura Mariano Aguilera. Ecuador |  |  | Natem                                                         | 1995                |
|  |  | Primer premio, pintura, Primera Muestra de Arte Juvenil. Subsecretaría de Cultura, Dirección Nacional de la Juventud y Ministerio de Bienestar Social, Ecuador. |  |  | El Placer                                                     | 1991                |
|  |  | Segunda mención de honor. XVIII Concurso Nacional de Grabado, Municipio de Quito, Ecuador. |  |  | En el lugar en donde uno encuentra a Dios                     | 1991                |
|  |  | Mención de honor Concurso Nacional de Grabado Casa de la Cultura Ecuatoriana, Quito, Ecuador |  |  | Letrina’s                                                     | 1990                |
|  |  | Primer premio, concurso de pintura, Colegio Universitario de Artes Plásticas, Universidad Central Segundo premio, XV concurso Nacional de Grabado, Municipio de Quito, Ecuador |  |  | Sin título Sin título                                         | 1988 1988           |
|  |  | Mención de honor, XIV Concurso Nacional de Grabado, Municipio de Quito, Ecuador |  |  | Sin título                                                    | 1987                |